# Cosmarium subochthodes
Cosmarium subochthodes là một loài Song tinh tảo trong họ Desmidiaceae, thuộc chi Cosmarium.